# Annemarie Schimmel
Annemarie Schimmel (ur. 7 kwietnia 1922 w Erfurcie, zm. 26 stycznia 2003 w Bonn) – niemiecka naukowiec, orientalistka, pisarka, wykładowca akademicki, profesor na Uniwersytecie Harvarda w latach 1967–1992.

## Wczesne życie
Annemarie Schimmel pochodziła z protestanckiej, wykształconej klasy średniej. Jej ojciec Paul był pracownikiem pocztowym, a matka Anna należała do rodziny powiązanej z żeglugą i międzynarodowym handlem. Po ukończeniu szkoły średniej w wieku 15 lat pracowała dobrowolnie przez pół roku w Reichsarbeitsdienst, organizacji przystosowania obywatelskiego i wojskowego młodzieży w III Rzeszy, która w trakcie II wojny światowej wykonywała funkcje pomocnicze wobec Wehrmachtu. W 1939 rozpoczęła studia na Uniwersytecie w Berlinie, gdzie była pod silnym wpływem nauczyciela Hansa Heinricha Schaedera, który zasugerował, aby studiowała Dīvān-e Šams-e Tabrīzī, jedno z głównych dzieł Dżalala ad-Din ar-Rumi, wybitnego poety sufickiego, mistyka perskiego, teologa islamskiego, założyciel bractwa „wirujących derwiszy”.
W listopadzie 1941 uzyskała doktorat na podstawie obrony pracy Pozycja kalifa i kadi w późnośredniowiecznym Egipcie (niem. Die Stellung des Kalifen und der Qadis im spätmittelalterlichen Ägypten). Niedługo potem została zatrudniona przez Auswärtiges Amt, niemieckie ministerstwo spraw zagranicznych, gdzie pracowała przez kilka następnych lat, kontynuując w wolnym czasie naukę. Po zakończeniu II wojny światowej, w maju 1945, przez kilka miesięcy była przetrzymywana przez władze USA w celu zbadania jej działalności jako niemieckiego pracownika służb zagranicznych, ale została oczyszczona z wszelkich podejrzeń o współpracę z nazistami. W 1946, w wieku 23 lat, została profesorem studiów arabskich i islamskich na Uniwersytecie w Marburgu w Niemczech. Przez krótki okres życia (1955-1957) pozostawała w związku małżeńskim, ale życie domowe jej nie odpowiadało i wkrótce powróciła do swoich naukowych badań. W 1954 otrzymała drugi doktorat z historii religii.

## Rozwój kariery

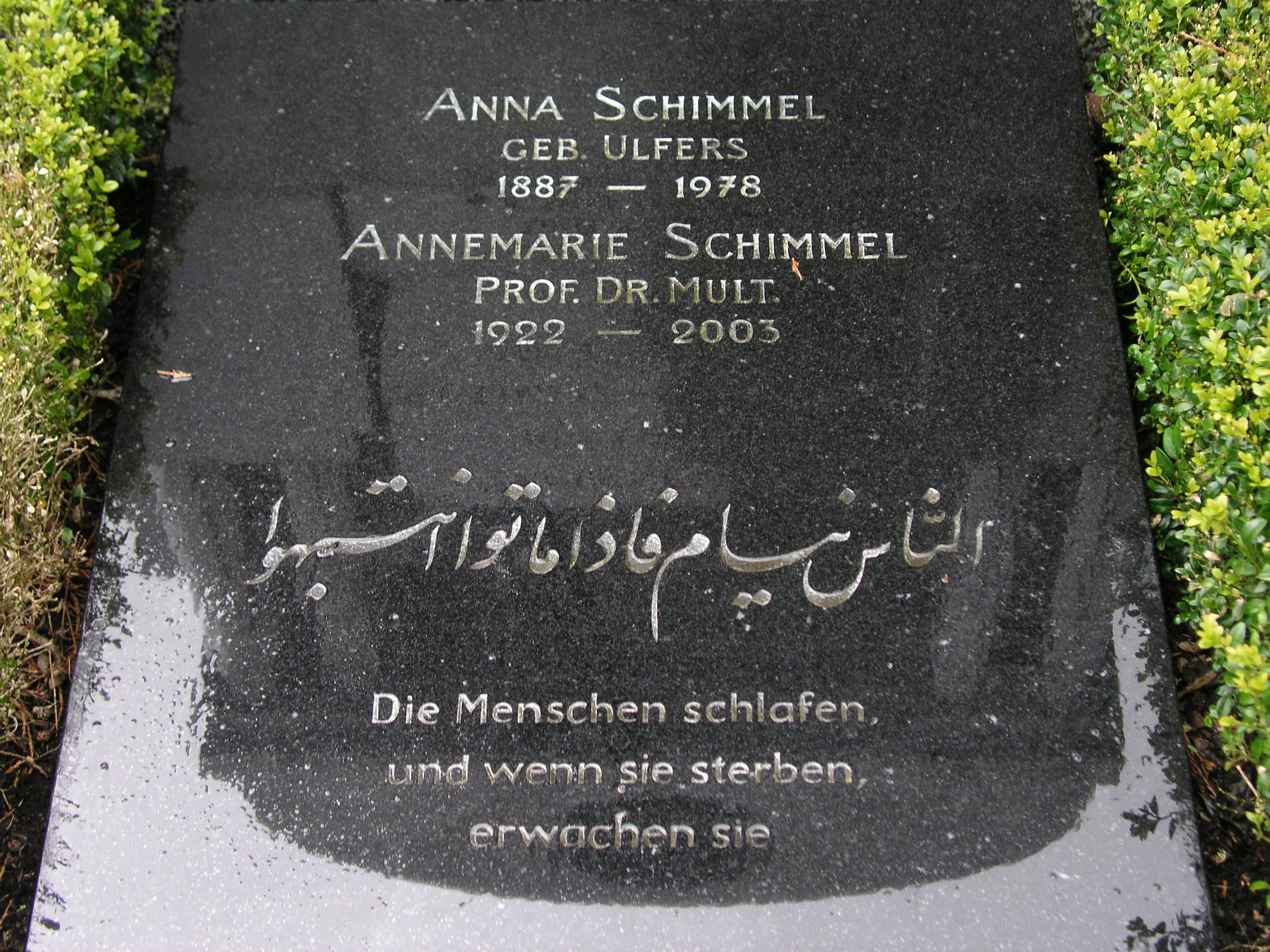
Nagrobek Annemarie Schimmel

W 1954 nastąpił punkt zwrotny w życiu Schimmel, kiedy została mianowana profesorem historii religii na Uniwersytecie w Ankarze. Spędziła pięć lat w stolicy Turcji, nauczając w języku tureckim i zgłębiając kulturę i mistyczne tradycje tego kraju. Była pierwszą kobietą i pierwszą niemuzułmanką, która uczyła teologii na uniwersytecie w Turcji. W 1967 zainaugurowała program studiów indo-muzułmańskich na Uniwersytecie Harvarda i pozostała na wydziale amerykańskiej uczelni przez następne dwadzieścia pięć lat. Mieszkała w kwaterze na kampusie Harvardu, często odwiedzała Nowy Jork, gdzie była zatrudniona jako konsultantka w Metropolitan Museum of Art i słynęła ze zdolności do robienia manuskryptów w stylu kaligrafii. Jej pamięć o stylach kaligraficznych była niemal fotograficzna. W latach osiemdziesiątych pracowała w redakcji Encyclopedia of Religion, wydanej w 16 tomach, przez wydawnictwo Macmillan, pod redakcją Mircea Eliade. W 1992 po przejściu na emeryturę na Harvardzie, została mianowana Professor Emerita of Indo-Muslim Culture. Została także mianowana honorowym profesorem na Uniwersytecie w Bonn. Po odejściu z Harvardu powróciła do Niemiec, gdzie mieszkała w Bonn aż do swojej śmierci w 2003. Była członkiem zagranicznym Królewskiej Holenderskiej Akademii Sztuk i Nauk. 
Schimmel uczyła pokolenia studentów w wyjątkowym stylu, była wielojęzyczna – oprócz niemieckiego, angielskiego, francuskiego, hiszpańskiego, włoskiego, łaciny i tureckiego mówiła po arabsku, persku, urdu i pendżabsku. Opublikowała ponad pięćdziesiąt książek i setki artykułów na temat literatury, mistycyzmu i kultury islamskiej, a także przetłumaczyła perską, urdu, arabską, sindhijską i turecką poezję i literaturę na język angielski i niemiecki. Jej szczególne zamiłowanie do kotów skłoniło ją do napisania książki o ich roli w literaturze muzułmańskiej, a zainteresowanie mistyką zaowocowało książką o symbolice numerycznej w różnych kulturach. Największą jej pasją był sufizm, mistyczna gałąź islamu. Nawet wybitni sufi uznali ją za jednego z czołowych ekspertów w ich historii i tradycji.

## Życie prywatne
Annemarie Schimmel w 1955 poślubiła w Ankarze tureckiego inżyniera. Małżeństwo wkrótce zakończyło się rozwodem (1957), a związek ten utrzymywała w tajemnicy przez całe życie.

## Wybrana twórczość
- Mohammad Iqbal, Poet and Philosopher: A Collection of Translations, Essays, and Other Articles (1960)
- Islamic Calligraphy (1970)
- Islamic Literatures of India (1973)
- Mystical Dimensions of Islam (1975)
- Classical Urdu Literature: From the Beginning to Iqbal (1975)
- Pain and Grace: A Study of Two Mystical Writers of Eighteenth-Century Muslim India (1976)
- A Dance of Sparks: Imagery of Fire in Ghalib’s Poetry (1979)
- We Believe in One God: The Experience of God in Christianity and Islam (1979)
- The Triumphal Sun: A Study of the Works of Jalaloddinn Rumi (1980)
- As Through a Veil: Mystical Poetry in Islam (1982)
- Das Mysterium der Zahl (1983)
- And Muhammad Is His Messenger: The Veneration of the Prophet in Islamic Piety (1985)
- Gabriel’s Wing: Study into the Religious Ideas of Sir Muhammad Iqbal (1989)
- Calligraphy and Islamic Culture (1990)
- Islamic Names: An Introduction (1990)
- A Two-Colored Brocade: The Imagery of Persian Poetry (1992)
- Islam: An Introduction (1992)
- Nightingales under the Snow: Poems (1994)
- Anvari’s Divan: A Pocket Book for Akbar (1994)
- Deciphering the Signs of God: A Phenomenological Approach to Islam (1994)
- Meine Seele ist eine Frau (1995)
- Look! This Is Love (1996)
- Im Reich der Grossmoguls: Geschichte, Kunst, Kultur (2000)
- Islam and the Wonders of Creation: The Animal Kingdom (2003)
- Introducción al Sufismo (2007)